# Luca Passi
Luca Passi (22. ledna 1789, Bergamo – 18. dubna 1866, Benátky) byl italský římskokatolický kněz, zakladatel kongregace Sester svaté Doroty. Katolická církev jej uctívá jako blahoslaveného.

## Život

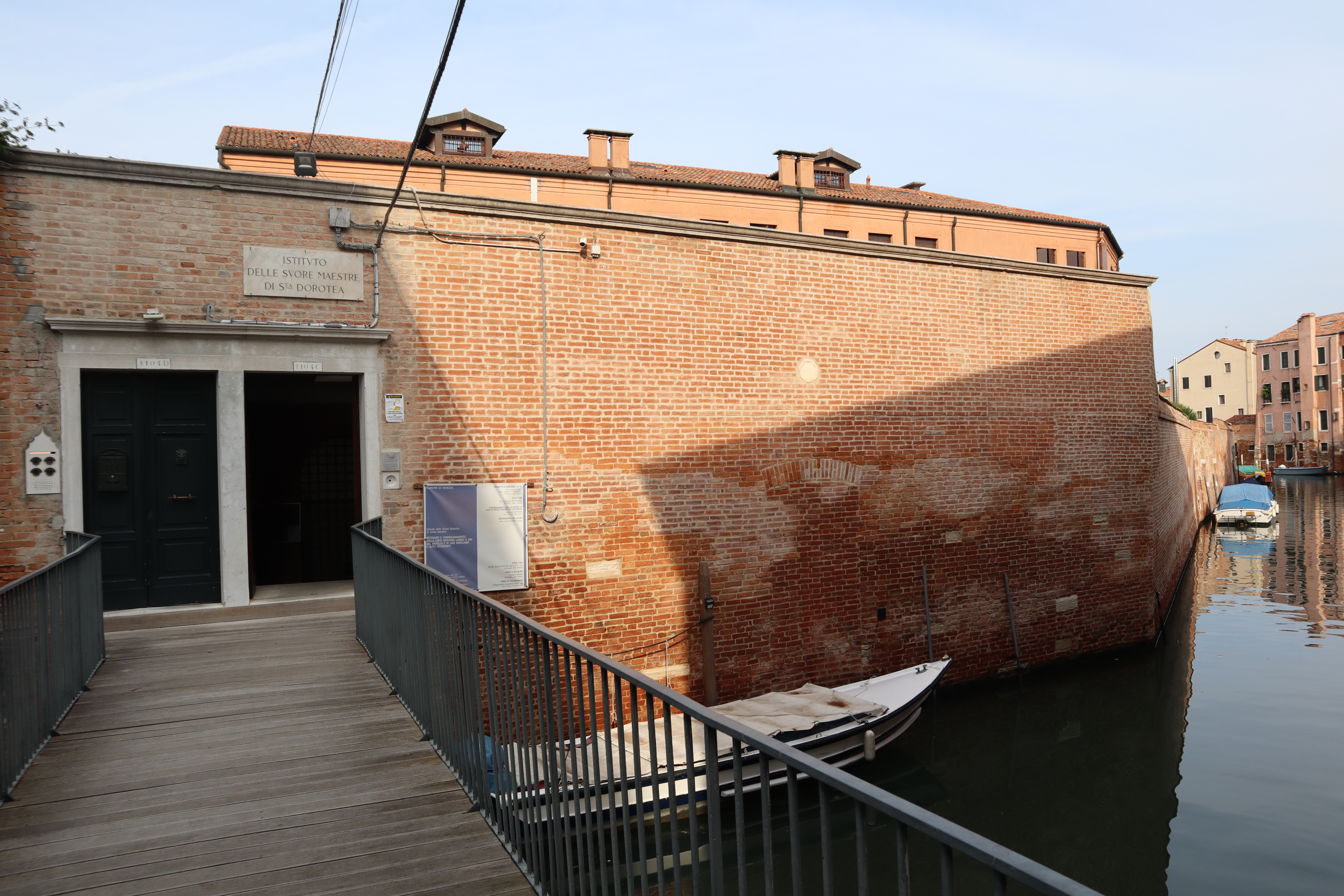
Mateřský dům kongregace Sester svaté Doroty v Benátkách

Narodil se dne 22. ledna 1789 v Bergamu jako první z jedenácti dětí šlechticů Enrica Passi de Preposulo a Cateriny Corner. Dva z jeho bratrů Giuseppe Celio a Marco se později také stali kněžími. Jeho strýc z otcovy strany Mons. Marco Celio Passi byl také knězem. V dětství se s rodinou přestěhoval do vily v Calcinate.
Po absolvování formace na kněžském semináři byl dne 13. března 1813 vysvěcen na kněze. Působil jako ředitel několika katolických institucí. Pořádal duchovní cvičení a kázal na lidových misiích.
Dne 6. srpna 1838 založil s pomocí svého bratra Marca ženskou řeholní kongregaci Sester svaté Doroty. Kongregace byla pojmenována po sv. Dorotě a má za cíl křesťanskou výchovu dětí a mládeže. Papež Řehoř XVI. mu udělil titul „apoštolský misionář“.
Zemřel dne 18. dubna 1866 v Benátkách. Pohřben je v mateřském domě jím založené kongregace v benátské části Cannaregio.

## Úcta

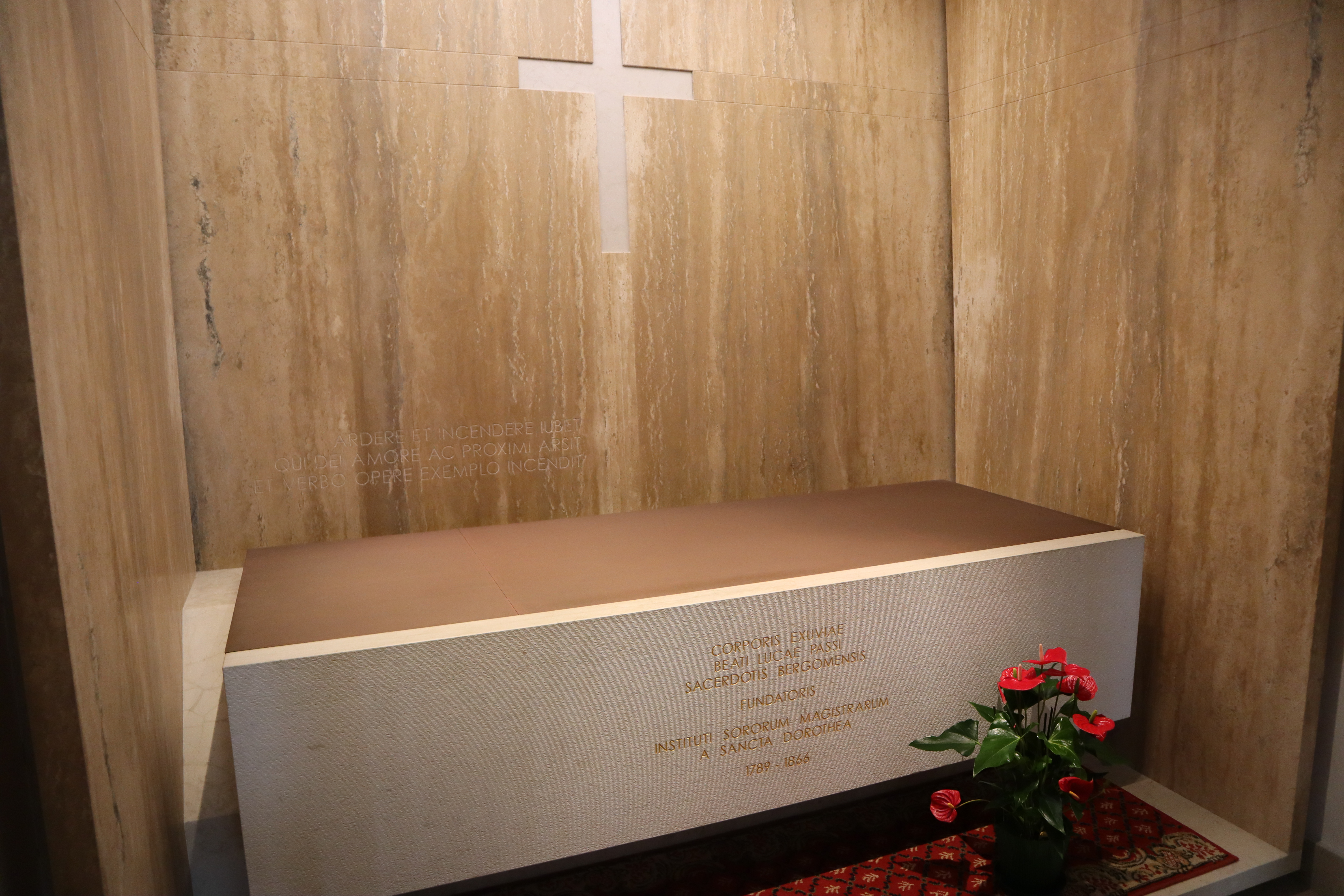
Jeho hrobka v mateřském domě kongregace Sester svaté Doroty v Benátkách

Jeho beatifikační proces započal dne 6. března 1981, čímž obdržel titul služebník Boží. Dne 6. července 2007 jej papež Benedikt XVI. podepsáním dekretu o jeho hrdinských ctnostech prohlásil za ctihodného. Dne 28. června 2012 byl uznán zázrak na jeho přímluvu, potřebný pro jeho blahořečení.
Blahořečen pak byl dne 13. dubna 2013 v bazilice sv. Marka v Benátkách. Obřadu předsedal jménem papeže Františka kardinál Angelo Amato.
Jeho památka je připomínána 18. dubna. Bývá zobrazován v kněžském oděvu.